# Universidad de Nicosia
La Universidad de Nicosia (en griego: Πανεπιστήμιο Λευκωσίας) es la más grande universidad privada de Chipre. 

## Historia
Fue creada en 1980 bajo el nombre de Intercollege. Tomó su nombre presente en 2007. Posee 3 ramas en Nicosia, Limassol y Lárnaca. Tiene 5000 estudiantes, 4000 de los cuales en Nicosia. También dirige centros de estudio en Atenas, Bucarest y la ciudad de Nueva York. 
A través de una beca, se les brindó a los estudiantes la oportunidad de continuar su educación en esta institución con apoyo financiero.